# Catherine Morgan
Catherine Anne Morgan (geboren am 9. Oktober 1961) ist eine britische Klassische Archäologin.
Catherine Morgan studierte am Clare College der Universität Cambridge und wurde 1986 bei Anthony Snodgrass mit der Arbeit Settlement and exploitation in the region of the Corinthian Gulf, c.1000–700 BC promoviert. Im Anschluss war sie David Thomson Senior Research Fellow am Sidney Sussex College in Cambridge. 1992 wurde sie Lecturer am Royal Holloway der Universität London und wechselte 1997 in gleicher Position an das King’s College London, wurde dort Reader, schließlich 2005 Professorin für Klassische Archäologie.
Ab 2007 war sie zugleich Direktorin der British School at Athens und während dieser Zeit 2012 Gastprofessorin am Australian Archaeological Institute at Athens. 2015 folgte ihr John Bennet im Amt als Direktor der British School.
Seit 2015 ist sie Senior Research Fellow am All Souls College und Professorin für Klassische Altertumswissenschaft und Archäologie an der University of Oxford. Für ihre Verdienste, die ihr die Ehrenmitgliedschaft in der Archäologischen Gesellschaft Athen und die korrespondierende Mitgliedschaft des Archaeological Institute of America brachten, wurde sie 2012 zum Offizier des Order of the British Empire ernannt. 2016 wurde sie in die British Academy gewählt.
Ihre Forschungen konzentrieren sich vor allem auf die Eisenzeit und die archaische Zeit Griechenlands, speziell im Bereich des Golfes von Korinth und der Ionischen Inseln. Der griechischen Religion, ihren Heiligtümern, Festen und Riten widmet sich ein erheblicher Teil ihrer wissenschaftlichen Arbeit, die darüber hinaus auch die frühe griechische Dichtung einbezieht. Landeskunde, speziell zu Ithaka, die Entwicklung der griechischen Polis sowie die antike Keramikproduktion und deren Handel bilden weitere Schwerpunkte.

## Publikationen (Auswahl)
- Athletes and Oracles. The Transformation of Olympia and Delphi in the 8th century BC. Cambridge University Press, Cambridge 1990, ISBN 978-0-521-37451-4.
- Isthmia. Excavations by the University of Chicago under the Auspices of the American School of Classical Studies at Athens. Band 8: The Late Bronze Age Settlement and Early Iron Age Sanctuary. American School of Classical Studies, Princeton 1999, ISBN 978-0-87661-938-4.
- Early Greek States Beyond the Polis. Routledge, London 2003, ISBN 978-0-203-41775-1.
- Phanagoria Studies 1. Attic Fine Pottery of the Archaic to Hellenistic Periods in Phanagoria. Brill, Leiden 2004, ISBN 978-90-04-13888-9.
- mit Simon Hornblower (Hrsg.): Pindar’s Poetry, Patrons and Festivals. From Archaic Greece to the Roman Empire. Oxford University Press, Oxford 2007, ISBN 978-0-19-153798-1.
- mit Fiona C. Macfarlane (Hrsg.): Exploring Ancient Sculpture. Essays in Honour of Geoffrey Waywell. Institute of Classical Studies, London 2010, ISBN 978-1-905670-20-8.